# Bonnie Mealing
Phillomena Mealing, detta Bonnie (Woolloomooloo, 28 luglio 1912 – Sydney, 1º gennaio 2002), è stata una nuotatrice australiana.
Specializzata nel dorso ha vinto la medaglia d'argento nei 100 m alle olimpiadi di Los Angeles 1932.
È stata primatista mondiale dei 100 m dorso.

## Palmarès
- Olimpiadi

Los Angeles 1932: argento nei 100 m dorso.